# マーガレット・スクリブン
マーガレット・スクリブン（Margaret Scriven, 1912年8月17日 - 2001年1月25日）は、イングランド・ヨークシャー州リーズ出身の女子テニス選手。1930年代に活躍し、1933年と1934年の全仏選手権（現在の全仏オープン）で女子シングルス2連覇を達成した選手である。全仏選手権では1933年の混合ダブルスと1935年の女子ダブルスでも優勝し、総計4つのタイトルを獲得した。左利きの選手で、全仏オープン女子シングルスの歴史を通じて最初の左利き優勝者になった。マーガレットは“Peggy”（ペギー）という愛称で呼ばれた。フルネームは Margaret Croft Scriven Vivian （マーガレット・クロフト・スクリブン・ビビアン）という。

## 来歴
スクリブンのテニスは、他のトップ選手に比べると“ぎごちなさ”を感じさせたというが、忍耐強いプレースタイルを持ち味とした。彼女との対戦はスタミナ勝負を強いられ、とりわけ左打ちのフォアハンド・ストロークには、対戦相手にとって“過酷な消耗戦”の印象があったという。
スクリブンは7歳からテニスを始めたが、1929年に17歳でイギリス国内の女子ジュニア・チャンピオンになるまでは、レッスンを受けずに独学でテニスに親しんだ。2年後、1931年のウィンブルドン選手権でシモーヌ・マチュー（フランス）との準々決勝に進出し、初めてのセンター・コートでマチューに 6-1, 2-6, 5-7 の試合を挑んだ。1933年の全仏選手権で、スクリブンは女子シングルスと混合ダブルスの2部門で初優勝を飾る。シングルスではノーシードから勝ち上がり、決勝でマチューを 6-2, 4-6, 6-4 で破って優勝した。混合ダブルスでは、スクリブンのパートナーはジャック・クロフォード（オーストラリア）であった。全仏2部門制覇の後、ウィンブルドン選手権では2年ぶり2度目の準々決勝でヒルデ・クラーヴィンケルに敗退した。1933年には、キャリアで唯一の全米選手権出場もある。
1934年の全仏選手権でスクリブンは第2シードに選ばれ、決勝で第1シードのヘレン・ジェイコブス（アメリカ）を 7-5, 4-6, 6-1 で破って2連覇を達成した。同年のウィンブルドンでは、3度目の準々決勝でオーストラリアのジョーン・ハーティガンに敗れている。1935年全仏選手権で、スクリブンは準決勝でマチューに 6-8, 1-6 で敗れて女子シングルス3連覇を逃したが、同じイギリスのケイ・スタマーズと組んだ女子ダブルスで初優勝した。スクリブンとスタマーズは、2人とも左利き選手どうしのペアを組んだことになる。1937年の準々決勝でリリ・デ・アルバレス（スペイン）に敗れた試合を最後に、マーガレット・スクリブンは全仏選手権から撤退した。
全仏選手権で4つのタイトルを獲得したスクリブンだが、地元大会のウィンブルドン選手権では4度のベスト8止まりで終わってしまう。最後のチャンスでは、1937年の準々決勝でポーランドのヤドヴィガ・イェンジェヨフスカに 1-6, 2-6 のストレートで完敗した。イェンジェヨフスカには、第2次世界大戦開戦直前の1939年にも4回戦敗退を喫している。選手経歴の間に、スクリブンはフランク・ハーベイ・ビビアンと結婚した。
世界大戦の終戦後、スクリブンは1946年と1947年のウィンブルドン選手権に出場し、1947年の3回戦でパトリシア・カニング・トッド（アメリカ）に 1-6, 3-6 で敗れた試合を最後に選手生活を終えた。その後は夫とともに静かな生活を送り、2001年1月25日にイングランド・サリー州ヘーズルミアにて88歳の長寿を全うした。
マーガレット・スクリブンは2016年に国際テニス殿堂入りを果たした。

## 全仏選手権の成績
- 女子シングルス：2勝（1933年、1934年）　［大会2連覇］
- 女子ダブルス：1勝（1935年）　［パートナー：ケイ・スタマーズ］
- 混合ダブルス：1勝（1933年）　［パートナー：ジャック・クロフォード］